# BP-1241
La carretera BP-1241 és una carretera que travessa els termes municipals de Sant Llorenç Savall i Gallifa, al Vallès Occidental, i de Sant Feliu de Codines, al Vallès Oriental.
Forma part de la carretera de Sant Llorenç Savall a Llinars del Vallès, en el tram comprès entre Sant Llorenç Savall i Sant Feliu de Codines, passant pel poble de Gallifa. La longitud de la carretera és de gairebé 17 kilòmetres, i té continuïtat, fins i tot en el quilometratge, en la carretera BP-1432 i la BP-5107
Arrenca de la intersecció entre la Carretera de Monistrol B-124 (carretera de Sabadell a Prats de Lluçanès) i l'Avinguda de Catalunya de Sant Llorenç Savall, per on transcorre la carretera, i mor a la intersecció entre el Carrer Travessia i el Carrer d'Agustí Santacruz, de Sant Feliu de Codines, per on discorre la carretera C-59 de Santa Perpètua de Mogoda a Santa Maria d'Oló. En tot el seu recorregut no troba cap altra carretera, però sí diversos camins rurals.